# Gamarde-les-Bains

Gamarde-les-Bains este o comună în departamentul Landes din sud-vestul Franței. În 2009 avea o populație de 1.016 de locuitori.

## Evoluția populației
| An        | 1975 | 1982 | 1990 | 1999 | 2006 | 2009  |
| --------- | ---- | ---- | ---- | ---- | ---- | ----- |
| Populație | 781  | 780  | 857  | 883  | 979  | 1.016 |